# Зюльцеталь
Зюльцеталь (нім. Sülzetal) — громада в Німеччині, розташована в землі Саксонія-Ангальт. Входить до складу району Берде.
Площа — 103,64 км2. Населення становить 8856 ос. (станом на 31 грудня 2021).